# Lars-Erik Larsson
Lars-Erik Vilner Larsson, (Parròquia de Burlöv (Suècia), 15 de maig, 1908 - Parròquia de Helsingborg Maria (Suècia), 27 de desembre, 1986), va ser un compositor escanià.

## Biografia
Larsson es va graduar com a organista a Växjö el 1924 i va estudiar entre 1925 i 1929 a la Royal Academy of Music d'Estocolm, assignatures com ara composició per a Ernst Ellberg i direcció per a Olallo Morales. Després va continuar, amb una beca estatal, els estudis el 1929–1930 amb Alban Berg a Viena i amb Fritz Reuter a Leipzig.
Quan va tornar a Suècia, va ser emprat com a assajador al Teatre Reial d'Estocolm entre 1930 i 1931. Des de 1932 va ensenyar música a Malmö i Lund. Va treballar entre 1933 i 1937 com a crític musical al "Dagblad" de Lund. Va ser emprat el 1937 com a director i productor musical a "Radiotjänst", càrrec que va ocupar fins al 1954. Entre 1947 i 1959 va ser el primer professor de composició a l'actual Acadèmia de Música d'Estocolm i director de música a la Universitat d'Uppsala de 1961 a 1965. Larsson va ser 1939–63 membre de la junta de l'Associació de Compositors Suecs, 1942–1947 com a vicepresident.
Larsson va viure a Södra Ängby a Bromma (Estocolm), a Lidingö i el 1971 es va traslladar a Helsingborg, on va treballar com a compositor lliure i independent. Va ser un convidat fidel a la sala de concerts d'Helsingborg fins a la seva mort el 27 de desembre de 1986. Lars-Erik Larsson està enterrat al cementiri de Pålsjö.
Com a compositor, Larsson és conegut sobretot per les seves obres orquestrals, però també va escriure música de cambra, obres per a piano i romanços. També va escriure música per a 22 pel·lícules i també algunes cançons d'èxit. Larsson va aconseguir el seu avenç internacional com a compositor quan va interpretar la Sinfonietta per a orquestra de corda al festival "ISSM" de Florència el 5 d'abril de 1934, on va rebre una gran ovació. La seva obra més tocada i estimada és probablement Pörklädd gud per a cor i orquestra amb text de Hjalmar Gullberg i Pastoralsvit.
A Lund hi ha una escola secundària que porta el nom de Lars-Erik Larsson, la Lars-Erik Larsson-gymnasiet. L'escola secundària instal·la Déu disfressat a la catedral de Lund cada any. També ha estat seleccionat per nomenar un dels Pågatåg de Skånetrafiken.

## Premis i guardons
- 1943 – Membre núm. 635 de la Reial Acadèmia Sueca de Música
- 1955 – Beca de l'Associació de Música d'Estocolm
- 1957 - Premi de cultura de Sydsvenska Dagbladet
- 1976 - Gran premi Christ Johnson de música per a orquestra, variacions orquestrals i due auguri
- 1977 - Litteris et Artibus
- 1978 – Premi Atterberg
- 1986 - Premi Hugo Alfvén

## Publicacions de text
- Hur jag börjande, El món de la música (1946)
- Den svenske tonsättarens situation, entrevista de Göran Bergendal a Nutida musik, 14, núm (1970/71)
- Att flyga som Mozart, Röster i Radio-TV, 35, no 19 (1968)
- Lars-Erik Larsson, entrevista de Sixten Nordström, Konsertnytt, núm 1 (1983/84)

## Arxius
Arxiu de Lars-Erik Larsson a la Biblioteca de Música i Teatre